# Big Maybelle
Big Maybelle (eigentlich Maybelle Louise Smith; * 1. Mai 1924 in Jackson, Tennessee; † 23. Januar 1972 in Cleveland, Ohio) war eine vor allem in den 1950er Jahren populäre US-amerikanische R&B-Sängerin.

## Leben und Wirken

Big Maybelle – Whole Lotta Shakin' Goin' On

Big Maybelle sang schon als Kind im Kirchenchor der Church of God in Christ; mit neun Jahren gewann sie einen Gesangswettbewerb beim Memphis Cotton Carnival. Sie begann dann ihre Karriere als professionelle Sängerin im Jahre 1936. Erste Plattenaufnahme mit dem Orchester von Christine Chatman war am 6. April 1944 der Titel Hurry, Hurry (Decca #8660). Eigene Plattenaufnahmen entstanden allerdings erst im November 1947, als sie kurzfristig für lediglich drei Singles bei King Records sang. Zwischen 1947 und 1950 sang sie im Orchester von Tiny Bradshaw.
Erste Hitparadenerfolge brachte der Wechsel zu Okeh Records, deren am 8. Oktober 1952 entstandener Gabbin' Blues (OKeh #6931) einen beachtlichen dritten Rang in den Rhythm-&-Blues-Charts erreichen konnte. Hier konnte sie noch zwei weitere Singles in die Top 10 bringen und blieb dem Label bis Ende 1955 treu. Während dieser Zeit bei OKeh erschien auch das Original von Whole Lotta Shakin’ Goin’ On (später ein Hit für Jerry Lee Lewis).
Nach dem Wechsel zu Savoy Records hatte sie mit der Single Candy Erfolg (Rang 11 der R&B-Hitliste), doch war dies nicht von Dauer. Weitere zahlreiche Labelwechsel zu Brunswick Records oder Scepter Records, mit teilweise nur einer einzigen Single, haben ihrer künstlerischen Laufbahn wohl eher geschadet. Bei Rojac wurde die Blues-Shouterin gar überredet, aktuelle Pophits zu covern – ebenfalls ohne Erfolg.
Sie ist zu sehen im Dokumentarfilm Jazz on a Summer's Day, aufgenommen beim Newport Jazz Festival 1958.
In ihren späteren Jahren verfiel Big Maybelle immer mehr dem Heroin. Sie starb 1972 in einem diabetischen Koma. 2011 wurde sie in die Blues Hall of Fame aufgenommen.

## Diskografie (in Klammern Katalog und Aufnahmedatum)
King Records
- Bad Dreams Blues / Sad And Disappointed Jill  (#4207, November 1947)
- Indian River / Too Tight Mama (#4227, Dezember 1947)
- Little Miss Muffet / Don't Try To Fool Me (#4271, Dezember 1947)

OKeh Records
- Gabbin' Blues / Rain Down Rain (#6931, 8. Oktober 1952 / 29. Oktober 1952)
- Way Back Home / Just Want Your Love (#6955, 29. Oktober 1952 / 8. Oktober 1952)
- Send For Me / Jinny Mule (#6998, 6. November 1953)
- My Country Man / Maybelle's Blues (#7009, Januar 1954)
- You'll Never Know / I've Got A Feelin (#7026, April 1954)
- My Big Mistake / I'm Gettin' 'Long Alright (#7042, Oktober 1954)
- Don't Leave Poor Me / Ain't No Use (#7053, Mai 1955)
- Whole Lotta Shakin' Goin' On / One Monkey Don't Stop No Show (#7060, 21. März 1955 / 23. September 1955)
- Such A Cutie / The Other Night (#7066, 21. März 1955)
- Gabbin' Blues / New Kind Of Mambo (#7069, 8. Oktober 1952 / 23. September 1955)

Savoy Records
- Candy / That’s a Pretty Good Love (#1195, 14. Mai 1956)
- Mean to Me / Tell Me Who (#1500, 20. Juli 1956)
- I Don't Want to Cry / All of Me (#1512, 20. Juli 1956)
- Rock House / Jim (#1519, 13. April 1957)
- So Long / Ring Dang Dilly (#1527, 14. Mai 1956)
- Baby, Won't You Please Come Home / Say It Isn't So (#1558, 28. Januar 1957)
- A Good Man Is Hard to Find / Pitiful (#1572, 14. Mai 1956)
- I Understand / Some of These Days (#1576, 13. August 1959)
- I Got It Bad and That Ain't Good / Until the Real Thing Comes Along (#1583, 13. August 1959)
- I Ain't Got Nobody / Going Home Baby (#1595, 16. März 1959)

Brunswick Records
- Candy / Cry (#55234, 1963)
- Cold Cold Heart / Why Was I Born (#55242, 1963)
- Everybody's Got A Home But Me / How Deep Is The Ocean (#55256, 1963)
- Nobody Knows The Trouble I've Seen / Do Lord (#55385, 1968)

Scepter Records
- I Don't Want to Cry / Yesterday's Kisses (#1288, 1965)

Port Records
- No Better For You / Let Me Go (#3002, 1965)

Chess Records
- It’s a Man’s Man’s Man’s World / Big Maybelle Sings the Blues (#1967, 1966)

Rojac Records
- Careless Love / My Mother’s Eyes (#1003, 1964)
- It's Been Raining / Don’t Pass Me By (#1969, 1966)
- 96 Tears / That’s Life (#112, 1967)
- Turn The World Around the Other Way / I Can’t Wait Any Longer (#115, 1967)
- Mama (He Treats Your Daughter Mean) / Keep That Man (#116, 1967)
- Quittin' Time / I Can’t Wait Any Longer (#118, 1968)
- Heaven Will Welcome You, Dr. King / Eleanor Rigby (#121, 1968)
- Old Love Never Dies / How It Lies (#124, 1968)

Paramount Records
- See See Rider / Blame It On Your Love (#0237, 1973)